# Georges Kassarji
Georges Kassarji (né à Zahlé en 1938) est un homme politique libanais d’origine arménienne.
Homme d’affaires, membre du parti Dashnak (Tachnag), il est élu en 1992 député arménien orthodoxe de Zahlé sur les listes prosyriennes.
Néanmoins, il s’affiche au Parlement comme opposant aux politiques économiques des gouvernements successifs, aussi bien ceux de Rafiq Hariri que celui de Salim El-Hoss, notamment sur le dossier des télécommunications et de la téléphonie mobile.
Il présenta, sans succès, plusieurs motions de censure contre les ministres des Télécommunications Issam Naaman et Jean-Louis Cardahi.
Il est réélu en 1996 et 2000. En 2005, il se présente au sein de la liste d’alliance entre le leader local Elias Skaff et le Courant patriotique libre de Michel Aoun et est élu avec 51 % des voix.
Il perd les élections de 2009 face à Shant Chinchinian, candidat arménien proche des Forces libanaises.